# Dactylochelifer copiosus
Espèce
Dactylochelifer copiosus est une espèce de pseudoscorpions de la famille des Cheliferidae.

## Distribution
Cette espèce se rencontre aux États-Unis en Arkansas, au Mississippi, au Tennessee, au Kentucky,  en Illinois, au Missouri et au Kansas en Illinois et au Canada en Nouvelle-Écosse.

## Publication originale
- Hoff, 1945 : New species and records of pseudoscorpions from Arkansas. Transactions of the American Microscopical Society, vol. 64, p. 34-57.